# Paskosaari (ö i Birkaland, Tammerfors, lat 61,32, long 24,16)
Paskosaari är en ö i Finland. Den ligger i sjön Mallasvesi och i kommunen Pälkäne i den ekonomiska regionen Tammerfors och landskapet Birkaland, i den södra delen av landet, 130 km norr om huvudstaden Helsingfors. Öns area är 0,4 hektar och dess största längd är 140 meter i öst-västlig riktning.